# Munnozia senecionidis
Espèce
Synonymes
(voir texte)
Munnozia senecionidis est une espèce de plantes à fleurs de la famille des Asteraceae, présente en Colombie et au Venezuela.

## Synonymes
Cette espèce a pour synonymes : 
- Chrysastrum sagittatum Willd. ex Wedd.[2] [3]
- Liabum hastatum (Wedd. ex Britton) Britton[3]
- Liabum isodontum S.F.Blake[2] [3]
- Liabum megacephalum Sch.Bip.[3]
- Liabum sagittatum Sch.Bip.[3]
- Liabum taeniotrichum S.F.Blake[2] [3]
- Munnozia ariste-josephi Rusby[2] [3]
- Munnozia attenuata Rusby[3]
- Munnozia filipes Rusby[3]
- Munnozia hastata Wedd. ex Britton[2] [3]
- Munnozia hastata Wedd.[3]
- Munnozia isodonta (S.F.Blake) H.Rob. & Brettell[2] [3]
- Munnozia laxiflora Rusby[3]
- Munnozia megacephala (Sch.Bip.) H.Rob. & Brettell[2] [3]
- Munnozia megacephalum (Sch.Bip.) H.Rob. & Brettell[3]
- Munnozia sagittata (Sch.Bip.) H.Rob. & Brettell[3]
- Munnozia sagittata Wedd.[2] [3]
- Munnozia strigulosa Rusby[3]
- Munnozia taeniotricha (S.F.Blake) H.Rob. & Brettell[2] [3]